# Mount Moore
Mount Moore är ett berg i Antarktis. Det ligger i Västantarktis. Inget land gör anspråk på området. Toppen på Mount Moore är 305 meter över havet.
Terrängen runt Mount Moore är huvudsakligen en högslätt. Trakten är obefolkad. Det finns inga samhällen i närheten.